# Кенненей
Кенненей — река в Нерюнгринском районе Якутии, правый приток Унгры. Устье находится в 6 км по правому берегу Унгры. Длина реки — 51 км.
Правые притоки — Улахан, Умулун, Усун, Куба, Извилистый.

## Данные водного реестра
По данным государственного водного реестра России относится к Ленскому бассейновому округу, водохозяйственный участок реки — Алдан от истока до в/п города Томмот, речной подбассейн реки — Алдан. Речной бассейн реки — Лена.
Код объекта в государственном водном реестре — 18030600112117300002879.